# Grupo Financiero Galicia
Grupo Financiero Galicia, también conocido como Grupo Galicia es un holding argentino de servicios financieros creada el 14 de septiembre de 1999. Fue inscrita bajo las leyes de la República Argentina y sus oficinas ejecutivas están ubicadas en la Ciudad Autónoma de Buenos Aires.
Todos sus negocios se llevan adelante principalmente en la Argentina, y como compañía holding su actividad se desarrolla a través de sus subsidiarias, que proporcionan oportunidades de ahorro, crédito e inversión tanto a particulares como a empresas, así como productos de seguros. Luego de una serie de procesos de reorganización societaria, las principales subsidiarias son Banco Galicia (banco universal), Tarjetas Regionales (tarjetas de crédito y productos financieros digitales), Sudamericana Holding (seguros) y Galicia Administradora de Fondos (fondos comunes de inversión FIMA). 
Como grupo cuenta con más de 9 500 empleados, más de 550 sucursales y puntos de venta, alrededor de 8 millones de clientes, y es uno de los principales grupos financieros del sector privado argentino en términos de activos, préstamos, depósitos y patrimonio.

## Inversores
Actualmente, el capital del Grupo se encuentra representado por 1.606.253.729 acciones, de las cuales 281.221.650 acciones son clase A, y otorgan el derecho a 5 votos por cada una, y las restantes acciones son clase B, otorgando el derecho de un 1 voto por cada una. Bajo el símbolo GGAL sus acciones Clase B cotizan en Argentina en BYMA, en MAE y en la Bolsa de Valores de Córdoba, (donde 1 ADS es equivalente a 10 acciones clase B).
La mayoría de las acciones de voto múltiple pertenecen a EBA Holding, una empresa que conforma el grupo controlante, con el 19,7% de las acciones y el 55,1% de los votos, y que a su vez es 100% propiedad de tres familias: la familia Escasany –que fundó Banco Galicia en 1905–, y las familias Ayerza y Braun –que se incorporaron en las décadas de 1940 y 1950–. 
Miembros de las familias Ruda y Asrin (herederos de los fundadores de Naranja X y accionistas del holding Tarjetas Regionales S.A, hasta el 2019), son dueños de un total 47 927 494 de acciones Clase B, concentrando alrededor del 4% de la propiedad del Grupo.
El resto de las acciones Clase B se distribuyen entre varios miembros de las familias fundadoras del Banco Galicia, inversores locales e internacionales, y la Administración Nacional de Seguridad Social (ANSES) a través del Fondo de Garantía de Sustentabilidad.

## Subsidiarias

### Banco Galicia
Banco Galicia fue fundado en 1905 por un grupo de empresarios de la colectividad gallega en Argentina. En 1907, sus acciones comenzaron a cotizar en la Bolsa de Comercio de Buenos Aires. En 2000, se creó el Grupo Financiero Galicia, que se convirtió en la sociedad controlante del banco, adquiriendo el 100% de sus acciones en 2014.
La red comercial del banco experimentó un crecimiento significativo a finales de la década de 1950 y continuó expandiéndose hasta alcanzar las 326 sucursales actuales. Este desarrollo le permitió consolidar su reputación como banco innovador y asumir un rol de liderazgo y referencia en la industria bancaria nacional.
En la misma década, Banco Galicia lanzó el fondo de inversión de capital FIMA Acciones y estableció la entidad precursora de Galicia Administradora de Fondos. Como parte de su estrategia de crecimiento, el banco comenzó a expandirse hacia áreas rurales del interior del país, donde el acceso a los servicios financieros era limitado en comparación con Buenos Aires y sus alrededores. En 1979, Banco Galicia, junto con cuatro de los principales bancos del sistema financiero, lanzó la primera red de cajeros automáticos del país.
Durante la década de 1990, Banco Galicia aprovechó el mercado de capitales internacional para financiar su expansión mediante la emisión de capital y deuda. En 1991, fue el primer banco argentino en emitir deuda en el mercado de capitales europeo. En 1993, realizó su oferta pública inicial de acciones en Estados Unidos y Europa, comenzando a cotizar sus American Depositary Receipts (ADR’s) en el Nasdaq. En 2000, se realizó el canje de acciones de Banco Galicia por las de Grupo Financiero Galicia, siendo estas últimas las que continuaron cotizando en dicho mercado. En 1994, Banco Galicia se convirtió en el primer emisor de títulos convertibles en América Latina.
Entre 1995 y 1999, el banco adquirió participaciones accionarias en diversas entidades y formó varias empresas no bancarias que ofrecían servicios financieros, principalmente a través de la emisión de tarjetas de crédito de marca propia y seguros, como Tarjeta Naranja. Esta compañía, fundada en Córdoba en la década de los ochenta por los empresarios David Ruda y Gerardo Asrin, facilitó el acceso al crédito y la financiación para los clientes de Salto 96, una tienda deportiva de Córdoba. La expansión de Tarjeta Naranja fue rápida, primero en toda la provincia y luego, con el apoyo de Banco Galicia, a nivel nacional, convirtiéndose en la principal emisora de tarjetas de crédito de Argentina, con aproximadamente 5 millones de clientes y 10 millones de plásticos emitidos. Actualmente, Tarjeta Naranja forma parte del holding Tarjetas Regionales S.A., propiedad del Grupo Financiero Galicia.
En 2000, Banco Galicia lanzó el primer portal financiero de Internet en Argentina y en 2006, el primer servicio de pagos mediante teléfono celular en el país. A pesar de haber sido afectado por una profunda crisis económica y financiera en 2001 y 2002, el banco logró recuperarse y retomar su liderazgo. Hoy en día, Banco Galicia es uno de los principales bancos del sistema financiero argentino y el más importante entre los bancos privados de capitales nacionales. A través de sus canales de distribución físicos y digitales, ofrece una amplia gama de productos y servicios financieros para personas y empresas en todo el país. 
Banco Galicia define la experiencia del cliente y la transformación digital como enfoques estratégicos para lograr un crecimiento eficiente y sostenible. El banco promueve una gestión sustentable, basada en la convicción de que los negocios solo pueden crecer exitosamente si se consideran sus impactos sociales y ambientales. Esta responsabilidad se refleja en los principios y propósitos que guían la conducta de sus empleados y en sus políticas, prácticas y programas.

### Tarjetas Regionales
A mediados de la década de 1990, Banco Galicia adoptó la estrategia de enfocarse en el mercado de personas «no bancarizadas», que en Argentina generalmente incluye a los segmentos de población con ingresos bajos y medios bajos.
Para implementar esta estrategia, el banco comenzó a invertir en empresas no bancarias en diversas regiones del interior del país. Uno de los casos más destacados fue el de Tarjeta Naranja (actualmente Naranja X), que se ha convertido en la principal emisora de tarjetas de crédito en Argentina, superando en cantidad de emisiones a todos los bancos juntos y siendo la marca líder de productos financieros en el interior del país.
Tarjeta Naranja fue lanzada en Córdoba en 1985 para ofrecer financiamiento a los clientes de la tienda de deportes Salto 96, fundada por los empresarios y profesores de educación física David Ruda y Gerardo Asrin. En 1995, Banco Galicia adquirió el 49% del paquete accionario de Tarjeta Naranja, lo que facilitó su expansión por Argentina, junto con la introducción de nuevos planes financieros y servicios. Esta alianza fortaleció rápidamente el crecimiento de la empresa, y en 1998, el banco aumentó su participación al 80% mediante aportes de capital y la compra de más acciones a los fundadores.
Posteriormente, se creó el holding Tarjetas Regionales S.A. para consolidar todas las participaciones accionarias de Banco Galicia en estos negocios financieros. Este holding adquirió varias empresas, como Nevada S.A., Tarjetas del Mar S.A., Tarjetas Cuyanas S.A., Procesadora Regional S.A., y Ondara S.A., todas bajo la modalidad de «fusión por absorción», siendo Tarjeta Naranja la sociedad absorbente en cada caso.
Con el tiempo, Tarjeta Naranja evolucionó para ofrecer no solo productos financieros, sino también servicios integrales como seguros, préstamos personales, viajes y turismo, y billetera virtual. En 2017, la empresa decidió renovar su identidad, simplificando su nombre a «Naranja» y creando Naranja X, que en 2021 se convirtió en la nueva identidad de la empresa.
En mayo de 2020, el Grupo Financiero Galicia anunció a la Comisión Nacional de Valores que iniciaría un proceso de reestructuración accionaria con las familias fundadoras de Tarjeta Naranja. Este proceso concluyó en septiembre del mismo año y resultó en la fusión de las sociedades anónimas que agrupaban a las familias Ruda y Asrin con el Grupo Financiero Galicia. Como resultado, se emitieron 47 927 494 acciones Clase B, lo que permitió al Grupo adquirir el control total del holding y sumar a las familias Ruda y Asrin como nuevos accionistas.
Actualmente, el producto financiero más destacado del holding es Naranja X, que representa la transición de Naranja al ámbito de las finanzas digitales.

### Sudamericana Holding
La totalidad de las acciones de Sudamericana Holding pertenecen directa e indirectamente a Grupo Financiero Galicia.
Galicia Seguros inició su actividad empresarial en 1996. Empresa consolidada con más de 20 años en el sector, es la compañía líder en seguros de Hogar, Robo y Accidentes Personales, con una clara orientación al cliente. No solo tiene la cobertura más completa, sino también el servicio más simple y la calidez de estar presente en la vida de las personas apoyando todas sus necesidades. En 2016 la compañía reformuló su estrategia y redefinió su objeto social y sus valores en el marco de un proyecto de cultura organizacional y transformación digital.

### Galicia Administradora de Fondos
Grupo Financiero Galicia es titular del 100% de las acciones de la compañía.
Desde 1958, esta sociedad gestiona fondos de inversión FIMA, distribuidos por Banco Galicia a través de sus múltiples canales (red de oficinas, Banca Online de Galicia, Centro de Inversiones, entre otros). Líder de mercado considerando los activos administrados, la compañía cuenta con un equipo de profesionales que administra las inversiones de la familia de fondos de FIMA, diseñada para satisfacer los requerimientos de inversionistas individuales, comerciales e institucionales, con alternativas para todos los perfiles de riesgo el inversor.

## Compra de HSBC Argentina en 2024
El 9 de abril de 2024, se anunció la adquisición de las operaciones del Banco HSBC en la República Argentina por 550 millones de dólares. Esta operación incluyó la venta de todos los negocios que HSBC poseía en Argentina, abarcando el banco, HSBC Asset Management y su compañía de seguros. Aunque la venta está cerrada, se estima que los cambios de marcas y sucursales tomarán aproximadamente 12 meses.